# Katharina von Alexandrien

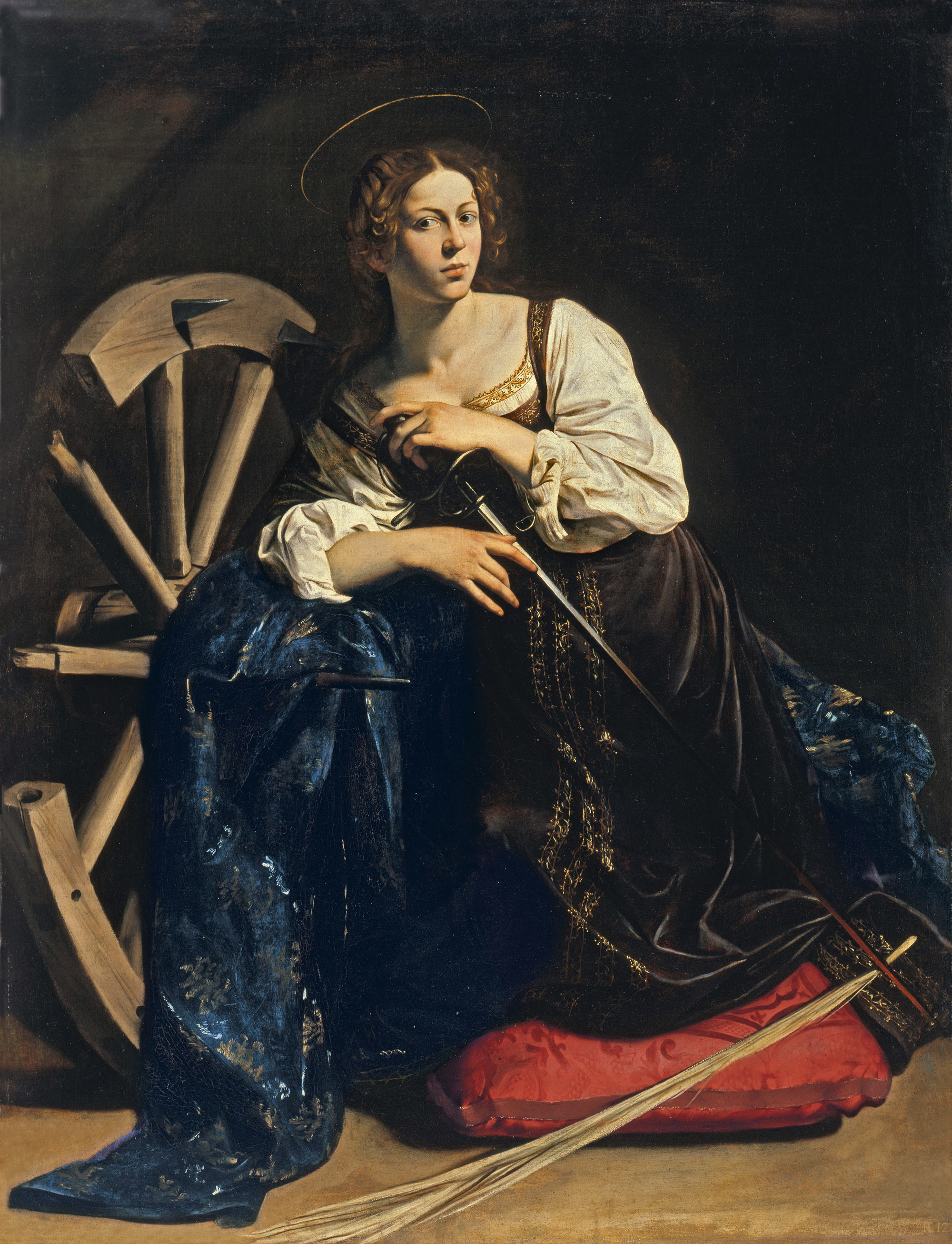
Caravaggio: Die Heilige Katharina von Alexandrien (1595–1596)

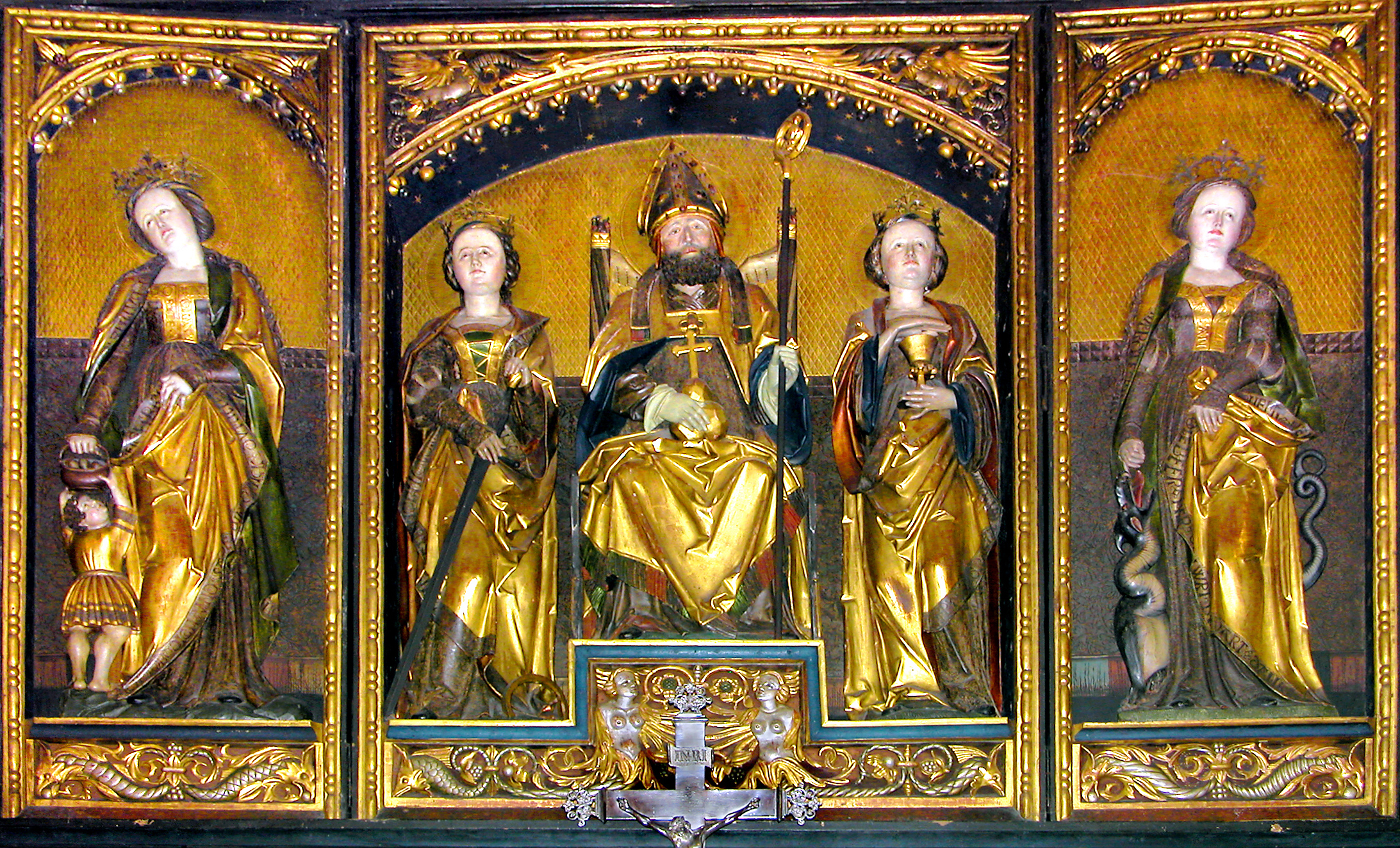
Nikolausaltar in St. Nikolai (Oberbobritzsch) mit den vier Virgines capitales: heilige (hl.) Dorothea, hl. Katharina, hl. Barbara, hl. Margarata

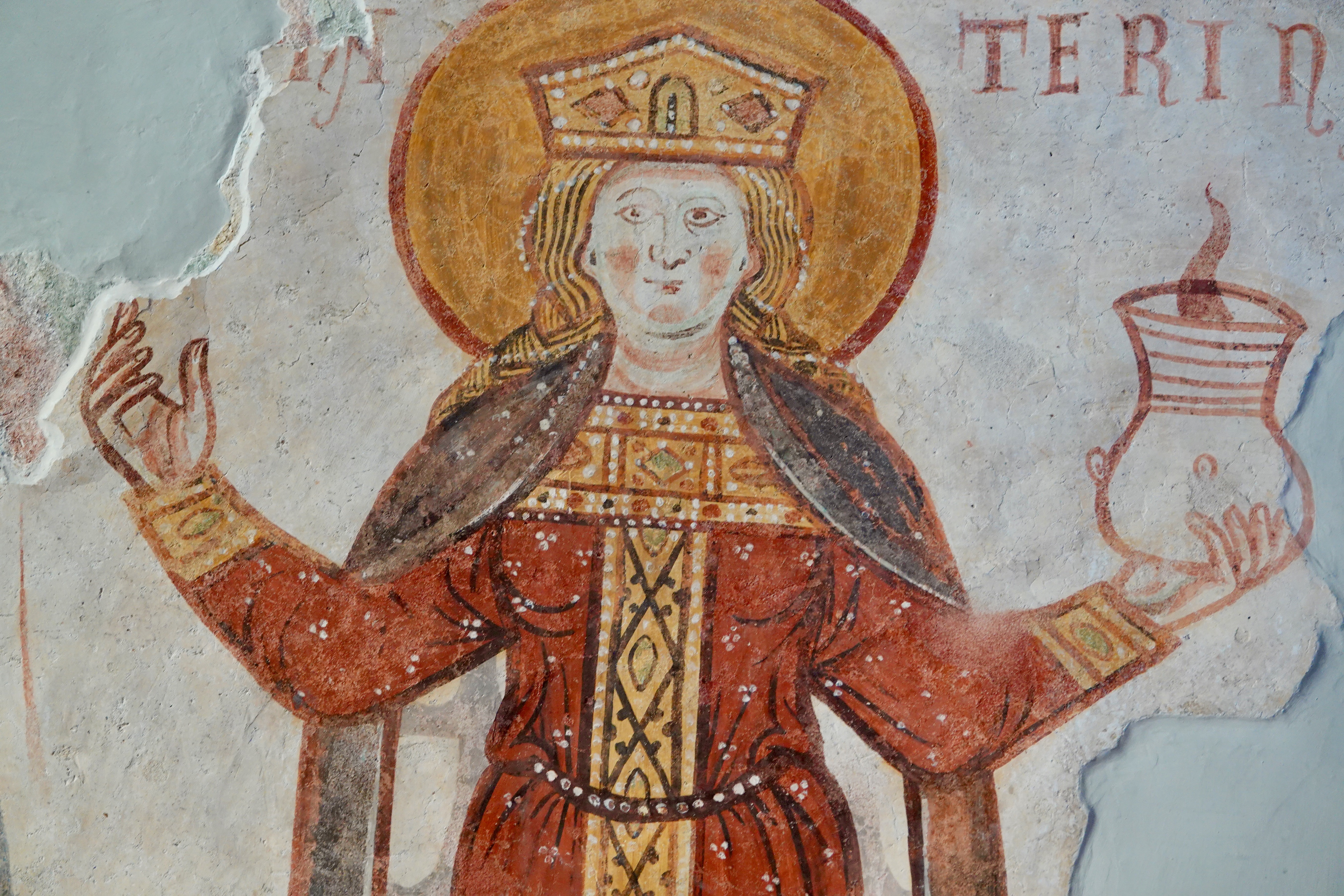
Fresko in der Basilika Santa Maria Assunta in Muggia, 13. Jahrhundert

Katharina von Alexandrien, auch Katharina von Alexandria, (mittelgriechisch Ἁγία Αἰκατερίνη Agia Ekatherini „heilige Katherina“, zur Unterscheidung auch mit dem Zusatz ἡ Μεγαλομάρτυς i Megalomartys „die große Märtyrerin“; koptisch Ϯⲁⲅⲓⲁ Ⲕⲁⲧⲧⲣⲓⲛ; arabisch سانت كاترين, DMG Sānta Kātarīna; lateinisch Catharina Alexandrina) ist eine der bekanntesten Heiligen. Sie wird in der katholischen und der orthodoxen Kirche als Märtyrerin verehrt und gehört zu den sogenannten Virgines capitales, den vier großen heiligen Jungfrauen. Die heilige (hl.) Katharina zählt zu den heiligen vierzehn Nothelfern und gilt als Helferin bei Leiden der Zunge und Sprachschwierigkeiten. Sie ist Schutzpatronin der Schulen, der philosophischen Fakultäten, der Näherinnen und Schneiderinnen. Sie ist Patronin zahlreicher Kirchen.
Der christlichen Überlieferung nach lebte sie im 3. und frühen 4. Jahrhundert und erlitt unter dem römischen Kaiser Maxentius (306–312), nach anderen Angaben unter Maximinus Daia (305–313) oder unter Maximian (286–305) das Martyrium.
Nach heutigem Forschungsstand handelt es sich bei Katharina mit großer Sicherheit um eine erfundene Gestalt. Die Katharina-Legende wurde vermutlich nach der Persönlichkeit und dem Schicksal der spätantiken, von Christen ermordeten Philosophin Hypatia aus Alexandria (ca. 355–415/416) konstruiert. Dabei wurden die Rollen von Christen und Heiden vertauscht.

## Die Legende
Der Legende zufolge war die hl. Katharina eine geweihte Jungfrau, die sich Christus versprochen hatte. Sie soll die schöne Tochter des heidnischen Königs Costus und dessen Frau Sabinella aus Zypern gewesen sein, die um 300 n. Chr. im ägyptischen Alexandrien lebte und von einem Eremiten zum Glauben geführt wurde.

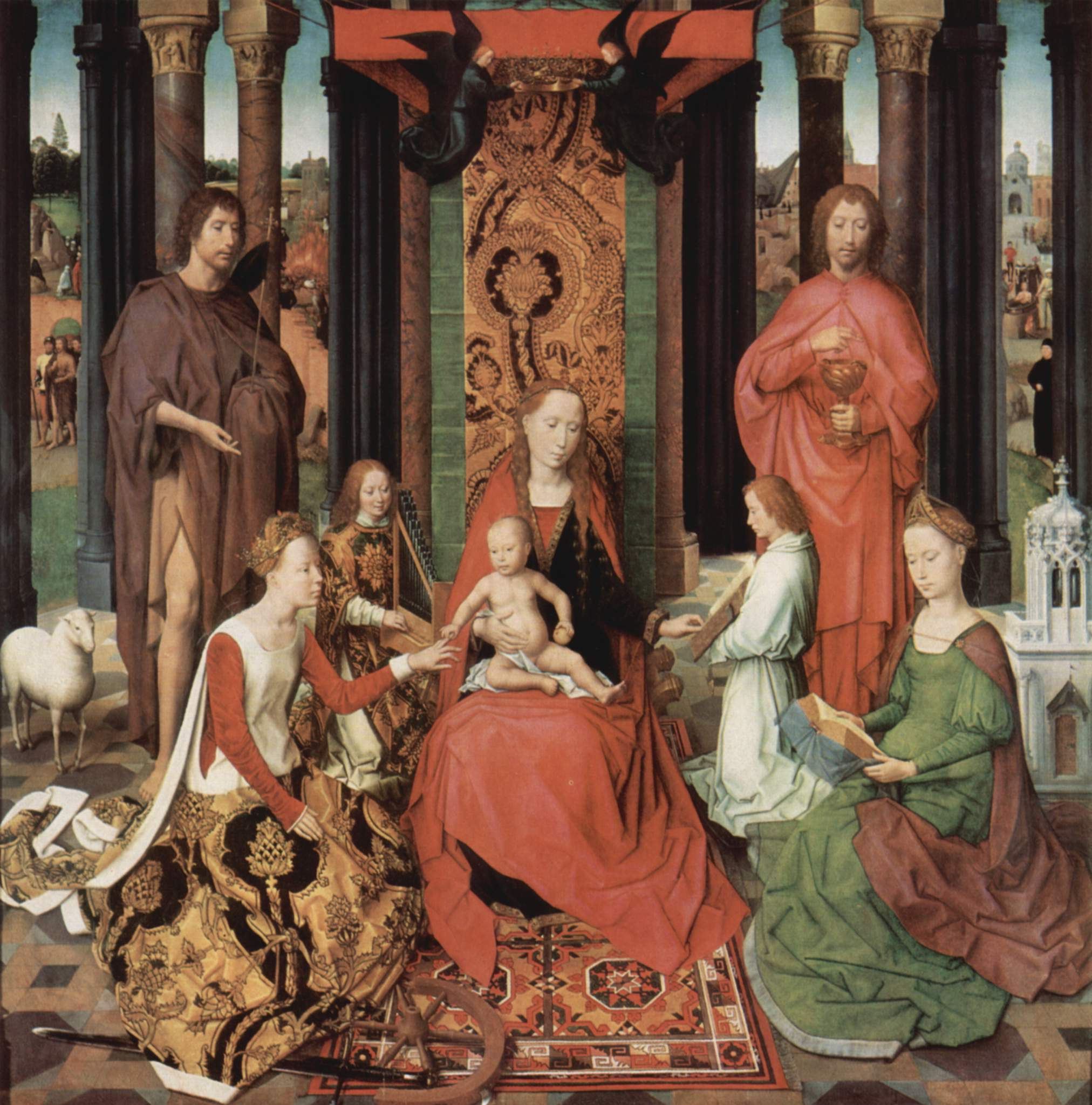
Triptychon der mystischen Hochzeit der hl. Katharina von Alexandrien. Hans Memling, 1479

Als der Kaiser Maxentius (so die älteste Überlieferung; nach späterer Überlieferung Maximinus oder Maximianus) Christen zum Märtyrertod verurteilte, trat Katharina ihm entgegen und fragte ihn, weshalb nicht er zum Christentum übertrete, statt von den Christen Götzenopfer zu verlangen. In einer öffentlichen Diskussion, zu der der Kaiser seine besten 50 Philosophen und Gelehrten aufgeboten hatte, brachte Katharina so einleuchtende und gelehrte Argumente für das Christentum vor, dass sich alle fünfzig zum Christentum bekehrten. Weil sie nicht vermocht hatten, Katharina vom christlichen Glauben abzubringen, schickte der Kaiser sie alle auf den Scheiterhaufen.
Von ihrer Intelligenz und Schlagfertigkeit beeindruckt, ging die gebildete Kaiserin Faustina selbst zu ihr ins Verlies, um sie zum Heidentum zu bewegen. Doch auch die Kaiserin wurde von Katharina zum Christentum bekehrt und wurde, wie zuvor die Philosophen, hingerichtet. Katharina wurde daraufhin zwölf Tage lang gegeißelt und ohne Nahrung in einem finsteren Verlies eingekerkert. Jedoch soll sie göttlichen Beistand durch Engel erhalten haben, welche die Wunden salbten, und durch eine weiße Taube, die Nahrung brachte. Auch Christus selbst sei gekommen, um ihren Glauben zu stärken und sie auf das Martyrium vorzubereiten.

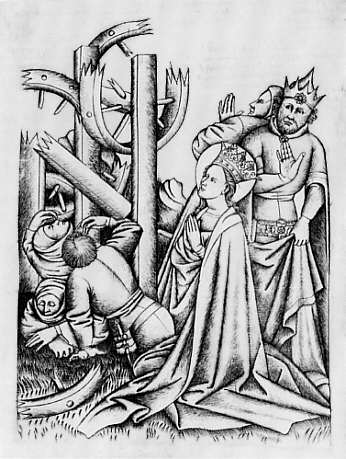
Das Martyrium der heiligen Katharina, dargestellt auf einer Spielkarte im Kupferstich

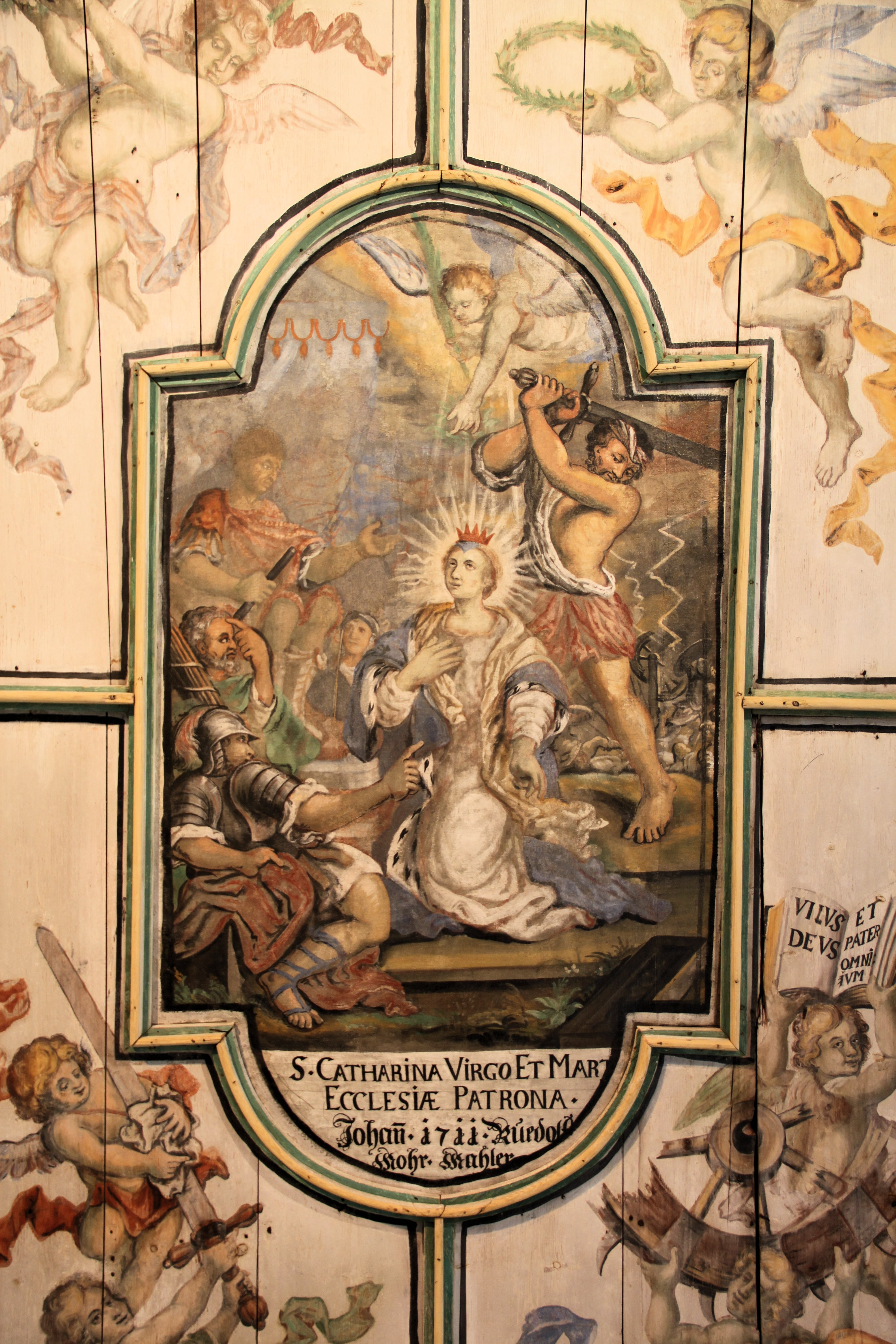
Die Enthauptung der heiligen Katharina, barocke Deckenmalerei in der Alten Friedhofskirche Nusplingen von Johann Rudolf Mohr, 1711

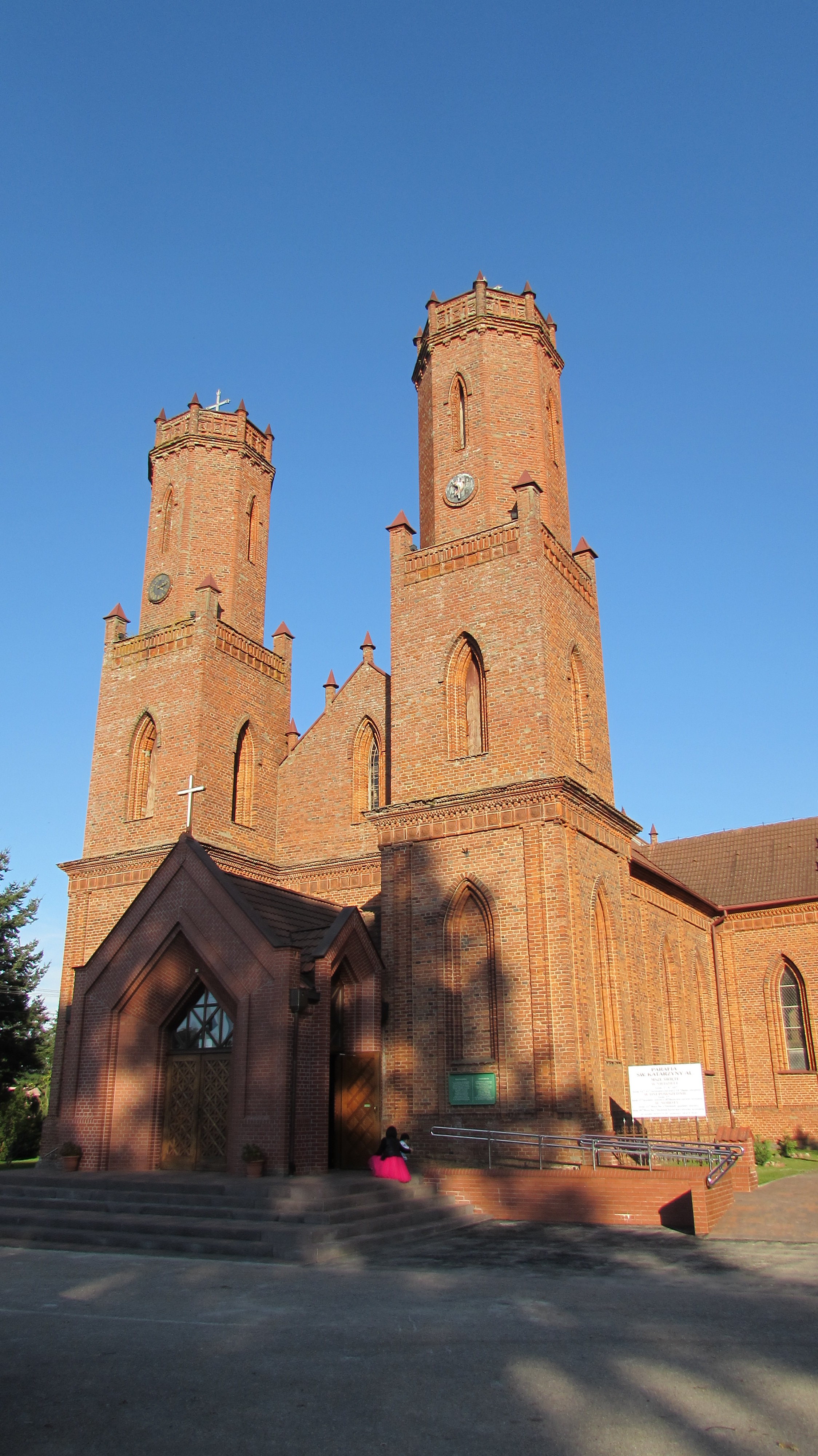
Kirche der heiligen Katharina von Alexandrien in Krokowa in Polen

Folterwerkzeug ihres Martyriums sollte das Rad sein. Der Legenda aurea zufolge waren es vier „mit eisernen Sägen und spitzen Nägeln“ gesäumte Räder. Zwei davon sollten nach unten bewegt werden und die anderen entgegengesetzt nach oben und somit die Märtyrerin zerreißen. Auf Katharinas Gebet hin kam jedoch ein Engel und zerstörte das Folterinstrument mit solcher Wucht, dass zugleich 4000 Heiden getötet wurden. Letztendlich wurde Katharina enthauptet, und aus ihren Wunden floss Milch statt Blut. Engel brachten ihre sterblichen Überreste zum Berg Sinai. 500 Jahre später wurden ihre Reliquien dort gefunden, und der Heiligen zu Ehren wurde das Katharinenkloster an der Fundstelle gebaut. Aus dem Sarkophag fließt unaufhörlich ein für heilkräftig gehaltenes Öl.

## Möglicher Hintergrund
In der modernen Forschung wird als wahrscheinlich angenommen, dass die heilige Katharina eine erfundene Gestalt ist. Es gibt keine Belege für ihre historische Existenz, und ihre Passio, der überlieferte Bericht über ihr Martyrium, gilt in jeder Hinsicht als unglaubwürdig. Vermutlich basiert die hagiographische Darstellung Katharinas auf der Persönlichkeit und dem Schicksal der von Christen ermordeten Hypatia von Alexandria (ca. 355–415/416), wobei die Rollen von Christen und Heiden vertauscht wurden.
Hypatia war eine griechische spätantike Mathematikerin, Astronomin und Philosophin. Sie unterrichtete öffentlich am Museion von Alexandria. Als Vertreterin einer nichtchristlichen philosophischen Tradition gehörte sie im überwiegend christlichen Alexandria der bedrängten paganen Minderheit an. Während eines Machtkampfs mit dem Präfekten Orestes sammelte der Patriarch Kyrill von Alexandria, der seit 412 amtierte, die Parabolani (eine christliche militante Laienbruderschaft) sowie rund fünfhundert gewaltbereite Mönche aus der Wüste in der Stadt. Nach einem möglicherweise vom Patriarchen selbst gestreuten Gerücht bemächtigte sich der christliche Mob der alten Philosophin; sie soll in die Kirche Kaisarion gebracht, dort ausgezogen und mit Scherben oder Ziegeln getötet worden sein; ihr Leichnam soll vor der Verbrennung zerstückelt worden sein.

## Verehrung

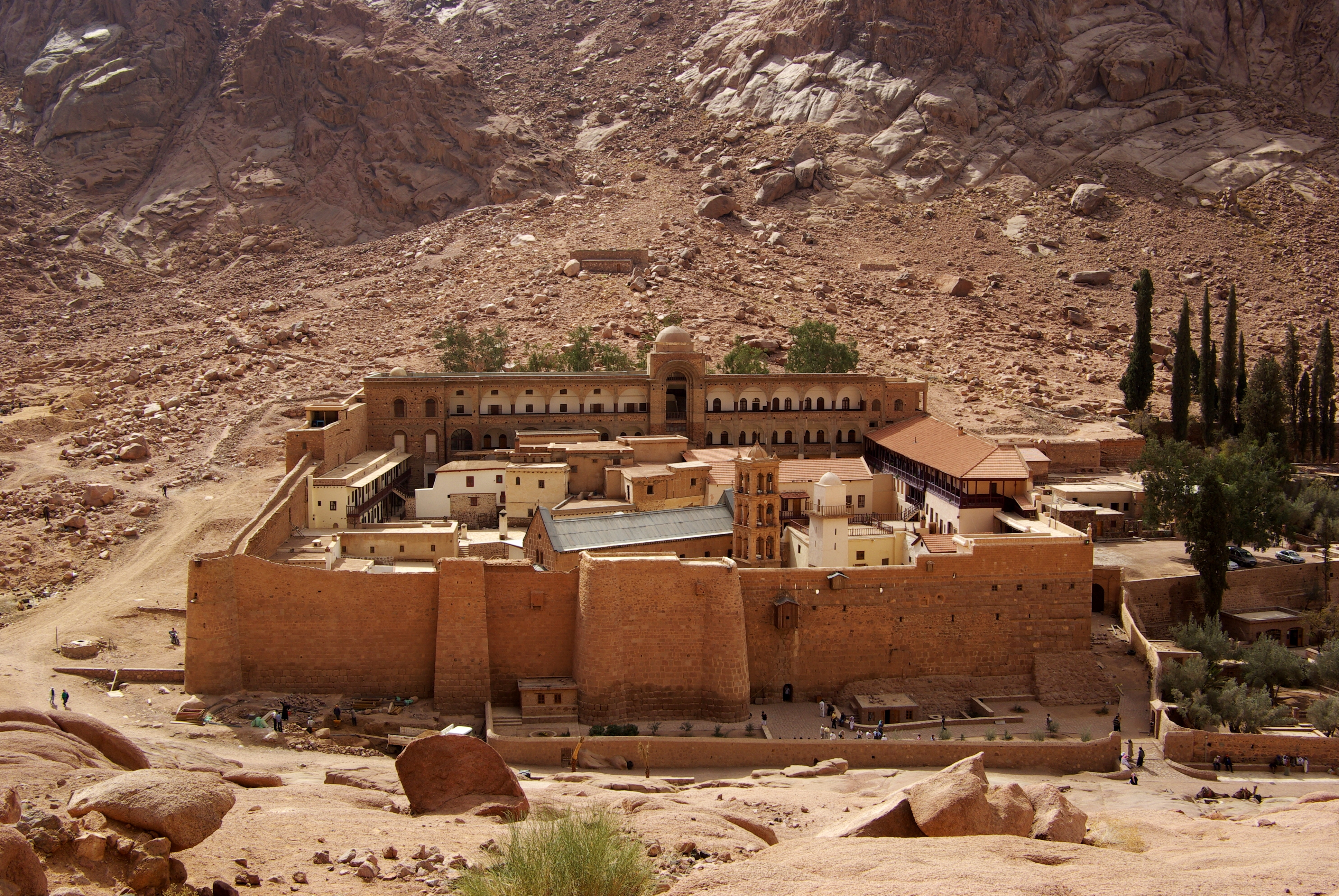
Das Katharinenkloster am Dschebel Musa

Reliquien der hl. Katharina werden in der der Verklärung des Herrn geweihten Basilika des Katharinenklosters am Fuße des Dschebel Musa verehrt, an der Stelle ihres angeblichen Fundes im 8. (oder 10.) Jahrhundert.
Der Kult der hl. Katharina ist ab dem 7. Jahrhundert bezeugt. Sie war über Jahrhunderte eine der beliebtesten Heiligen. In der katholischen, anglikanischen und evangelischen Kirche ist ihr Gedenktag am 25. November, in Regensburg auch der 5. Juli als Tag der Übertragung der Gebeine.
Im Laufe des 15. und 16. Jahrhunderts bemühten sich kirchliche Würdenträger mehrmals, Katharina von Alexandrien aus dem Heiligenkalender streichen zu lassen. Wegen des Fehlens von Belegen für die historische Existenz der Heiligen wurde sie 1969 aus dem Allgemeinen Römischen Kalender gestrichen, 2002 jedoch wieder eingefügt. Außerdem wird sie im Martyrologium Romanum von 2004 am 25. November an erster Stelle aufgeführt.
Im Volksmund ist der Merkspruch überliefert: „Kathrein stellt den Tanz ein“. Der Gedenktag der hl. Katharina ist eines der letzten Heiligenfeste vor dem Advent. Der Advent ist (analog zur Fastenzeit vor Ostern) eine Bußzeit und sogenannte geschlossene Zeit zur Vorbereitung auf das Weihnachtsfest. In diesen geschlossenen Zeiten waren früher öffentliche Tanzveranstaltungen verboten. Deshalb feierte man gerne vor dem Beginn des Advents den Kathreintanz.

## Patronin und Namensgeberin
Die heilige Katharina ist die Schutzpatronin des Kantons Wallis und seiner Hauptstadt Sion sowie der Städte Steinau an der Straße, Freiburg (Schweiz), Freistadt (Österreich), Ratingen (Rheinland), Kuldīga (Lettland) und Działdowo (Polen) sowie Marktpatronin von Prien am Chiemsee (Bayern). Teils befindet sich ihr Bild auch in den Stadtwappen, so im sächsischen Frankenberg.
Im Volksglauben ist sie Beschützerin der Mädchen, Jungfrauen und Ehefrauen, der Philosophen, Theologen, Gelehrten, Lehrer, Studenten, Anwälte und Notare sowie der Handwerksberufe Wagner, Müller, Bäcker, Töpfer, Gerber, Spinner, Tuchhändler, Seiler, Schiffer, Buchdrucker, Waffenschmiede, Schuhmacher, Frisöre, Näherinnen und Scherenschleifer. Weiterhin schützt sie die Kirchengebäude, Universitäten und Hochschulen, Bibliotheken und Krankenhäuser. Schließlich wird ihr Beistand auch zum Schutz der Feldfrüchte, bei Migräne, bei Krankheiten der Zunge und bei der Auffindung Ertrunkener angerufen.
Wegen ihrer Gelehrsamkeit wurde sie zur Patronin vieler katholischer Bildungseinrichtungen. So ist sie die Patronin der Katholischen Universität Eichstätt und der Theologischen Fakultät der Albert-Ludwigs-Universität Freiburg. In der frühen Neuzeit hatte sie das Patrozinium über die Jesuitengymnasien, wo die Figur der hl. Katharina gelegentlich auch Heldin in Aufführungen des Schultheaters war.
Nach Katharina von Alexandria ist der Mondkrater Catharina benannt.

## Ikonographie

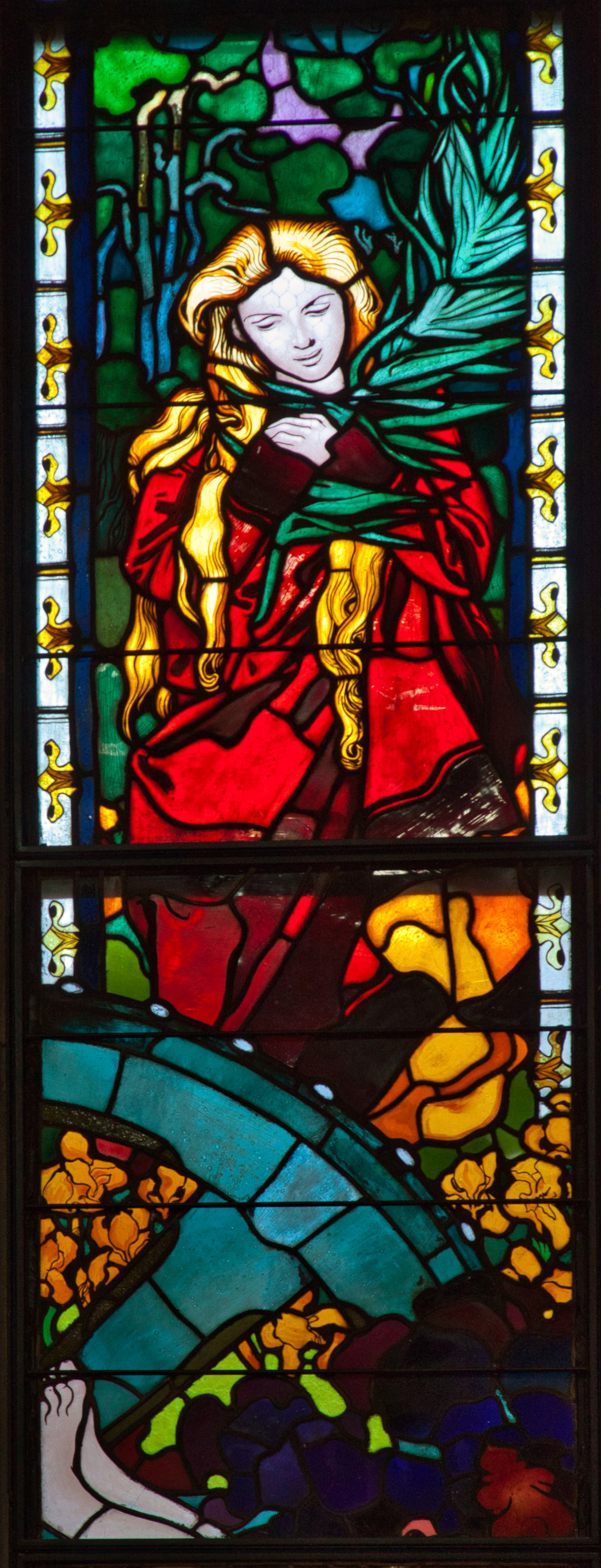
Katharina mit Rad und Palme, Kathedrale in Freiburg, Schweiz.

Stadtwappen von Altena mit der heiligen Katharina und ihren Attributen Schwert, Rad und Krone

Attribute der heiligen Katharina sind das Rad, Kreuz und Buch, die Krone, der Palmzweig und das Schwert, wobei Palmzweig, Rad und Schwert Attribute des Martyriums, die Krone ein Attribut des Sieges über das Fleisch sowohl im Martyrium als auch in der gottgeweihten Jungfräulichkeit darstellen. Die Heraldik verwendet das Katharinenkreuz.
Für die Märtyrerinnen und Nothelferinnen Margareta, Barbara und Katharina gibt es den folgenden Merkspruch:
Margareta mit dem Wurm,

Barbara mit dem Turm,

Katharina mit dem Radl,

das sind die drei heiligen Madl.

## Brauchtum
Um den Gedenktag der hl. Katharina weiß oder weißgelb blühende Blumen, werden auch „Katharinenblumen“ oder „Katharinablumen“ genannt. Es handelt sich um Linaria vulgaris, das gewöhnliche Leinkraut. Diese Blumen werden am bald folgenden Allerseelentag auf die Gräber der Verstorbenen gebracht. Mit dem Trivialnamen „Katharinenblume“ wird wegen seiner radförmigen Blüte auch der Echte Schwarzkümmel (Nigella sativa) bezeichnet. Diese Blüte ähnelt dem Marterrad der heiligen Katharina. Ebenso wird die Herbstzeitlose wegen ihres späten Blühpunktes im Volksmund als „Katharinenblume“ bezeichnet. Am und um den Katharinentag werden in einigen Städten und Gemeinden zur Gewöhnung an die dunklere Jahreszeit „Katharinenmärkte“ in Form eines Volksfestes abgehalten wie etwa in Seelbach im Schwarzwald oder in Hachenburg im Westerwald.